# MegaDriver
MegaDriver est un groupe de heavy metal et de reprises de musique de jeux vidéo brésilien, originaire de São Paulo, dans l'État de São Paulo.

## Biographie
Le groupe est formé en 2003 par le guitariste António F. Tornisiello, alias Nino MegaDriver. À la fin de 2008, le groupe propose son nouvel album en téléchargement libre, Metalhog, qui comprend 14 chansons inspirées des jeux vidéo Sonic,. En 2011, le groupe publie un nouvel album intitulé Metal for Gamers.
En 2014, MegaDriver célèbre ses 10 ans d'existence en participant à la 12e édition du MAGFest, organisé National Harbor, dans le Maryland, aux États-Unis. L'événement est enregistré et plus tard publié sous le titre de ROAR Live in MAGFest. Le 26 novembre 2014, le groupe publie son nouvel album studio, intitulé Double K.O., qui s'inspire des jeux vidéo de combat. Au début de 2016, le groupe publie trois nouveaux albums sur leur site web : Rise From Your Grave, Gaming Hell, et Role Playing Metal.

## Style musical
Les membres du groupe reprennent essentiellement des musiques de jeu vidéo, surtout de la Megadrive,, et des jeux vidéo de Sega. Leur style musical est généralement désigné comme du « metal de jeux vidéo ». Le fondateur de MegaDriver, Nino Megadriver, prétend que MegaDriver est le premier groupe de « metal vidéoludique » et que les autres ont repris leur style quand il a commencé à attirer l'attention des médias et de la scène de l'émulation. Le groupe se considère comme un projet à but non lucratif et ne fait pas payer sa musique. Leur but avoué est de « rendre hommage aux jeux vidéo classiques »[réf. nécessaire]. 
Leur répertoire est donc entièrement disponible au téléchargement sur leur site web. Un des symboles du groupe sont les deux guitares du guitariste Nino : une guitare créée à partir d'une coque de Megadrive et une guitare représentant la tête de Sonic the Hedgehog. Ces instruments sont uniques et ont inspiré d'autres guitares originales du même type (comme une guitare Sega Master System par exemple).

## Membres

### Membres actuels
- Nino MegaDriver – guitare solo
- Ricardo – guitare rythmique
- Rubão – guitare basse
- Jeff – batterie

### Anciens membres
- Nettão « The Butcher » – batterie
- Daniel – guitare basse
- id9 – guitare basse
- KillerKeys – clavier

## Discographie

### Albums studio
- 2003 : Push Start Button (Round One)
- 2005 : Action Metal
- 2007 : Sword, Shurikins and Fists (A Tribute to Yuzo Koshiro)
- 2007 : Top Gear
- 2008 : MetalHog (téléchargement libre)
- 2011 : Metal For Gamers
- 2014 : ROAR Live in MAGFest
- 2014 : Double K.O.
- 2016 : Rise From Your Grave
- 2016 : Gaming Hell
- 2016 : Role Playing Metal
- 2017 : TriMetal

### Singles
- 2004 : Metal Contra
- 2004 : Metal Axe - The Golden Axe Remix Project
- 2004 : Metal Beast - Rise From Your Grave!!!
- 2004 : Raging Metal